# Меканска сура
Меканске суре су хронолошки старије суре Курана, које су откривене у Меки. Други тип сура су мединске суре.
Меканске суре су обично краће, са релативно кратким ајетима (реченицама), и обично се налазе при крају Курана. За детаљније карактеристике меканских и мединских сура погледати
Подела сура на меканске суре и мединске суре је углавном последица стилитичких и тематских разлика. Класификација сура у ова два периода је базирана на факторима попут дужине стиха и присуства или одсуства одређених кључних концепата или речи (на пример ал-Рахман као име Бога).